# Cabezo Montoro
El cabezo Montoro es un volcán del campo volcánico de Cuevas del Almanzora. La primera palabra de su nombre cabezo hace referencia al tipo de eminencia orográfica que es, de ahí su nombre. Está situado dentro del municipio de Cuevas de Almanzora, en la provincia de Almería, España. Se sitúa entre la autopista AP-7 y la carretera provincial A-332, y al oeste del pueblo de Los Lobos. Su coordenadas son: 37.307246° -1.795134°